# 金日成のパレード 東欧の見た“赤い王朝”
『金日成のパレード 東欧の見た“赤い王朝”』（キム・イルソンのパレード とうおうのみたあかいおうちょう、原題：Defilada）は、1989年制作のポーランドのドキュメンタリー映画。
1988年9月、朝鮮民主主義人民共和国（北朝鮮）の建国40周年記念式典に招待されたポーランド国営テレビのスタッフが、その式典及び北朝鮮国内の模様を撮影したもの。100万人によるパレードを始め、マスゲーム、さらに肖像画や銅像、スローガンなどで指導者金日成を徹底して神格化する北朝鮮の実態を、主観を交えずあくまで客観的な視点に立って描いている。日本版ナレーションは佐藤慶。

## 受賞
- 第32回ライプツィヒ国際ドキュメンタリー映画祭グランプリ（金鳩賞）
- 1989年度クラクフ国際記録短編映画祭銀賞・編集賞
- 1989年度国際テレビラジオ放送コンクールイタリア賞
- 1989年度映画月刊誌「エクラン」金賞
- 1989年度マンハイム国際映画祭金賞